# جون توماس (سياسي بريطاني)
جون توماس (بالإنجليزية: John Thomas)‏ هو سياسي بريطاني (وحمل سابقاً جنسية المملكة المتحدة لبريطانيا العظمى وأيرلندا)، ولد في 8 مارس 1897، وتوفي في 4 يوليو 1968. حزبياً، نشط في حزب العمال. في الانتخابات العامة في المملكة المتحدة 1945 ‏، انتخب عضو برلمان المملكة المتحدة الـ38 عن دائرة دوفر (5 يوليو 1945 – 3 فبراير 1950).